# Mauro Racca
Mauro Racca, né le 3 avril 1912 à Turin et mort le 27 avril 1977 à Padoue, est un escrimeur italien pratiquant le sabre.

## Palmarès

### Escrime aux Jeux olympiques
- 1948 à Londres,  Royaume-Uni
  -  Médaille d'argent dans l'épreuve du sabre par équipes
- 1952 à Helsinki,  Finlande
  -  Médaille d'argent dans l'épreuve du sabre par équipes [1]